# Ernest Normand

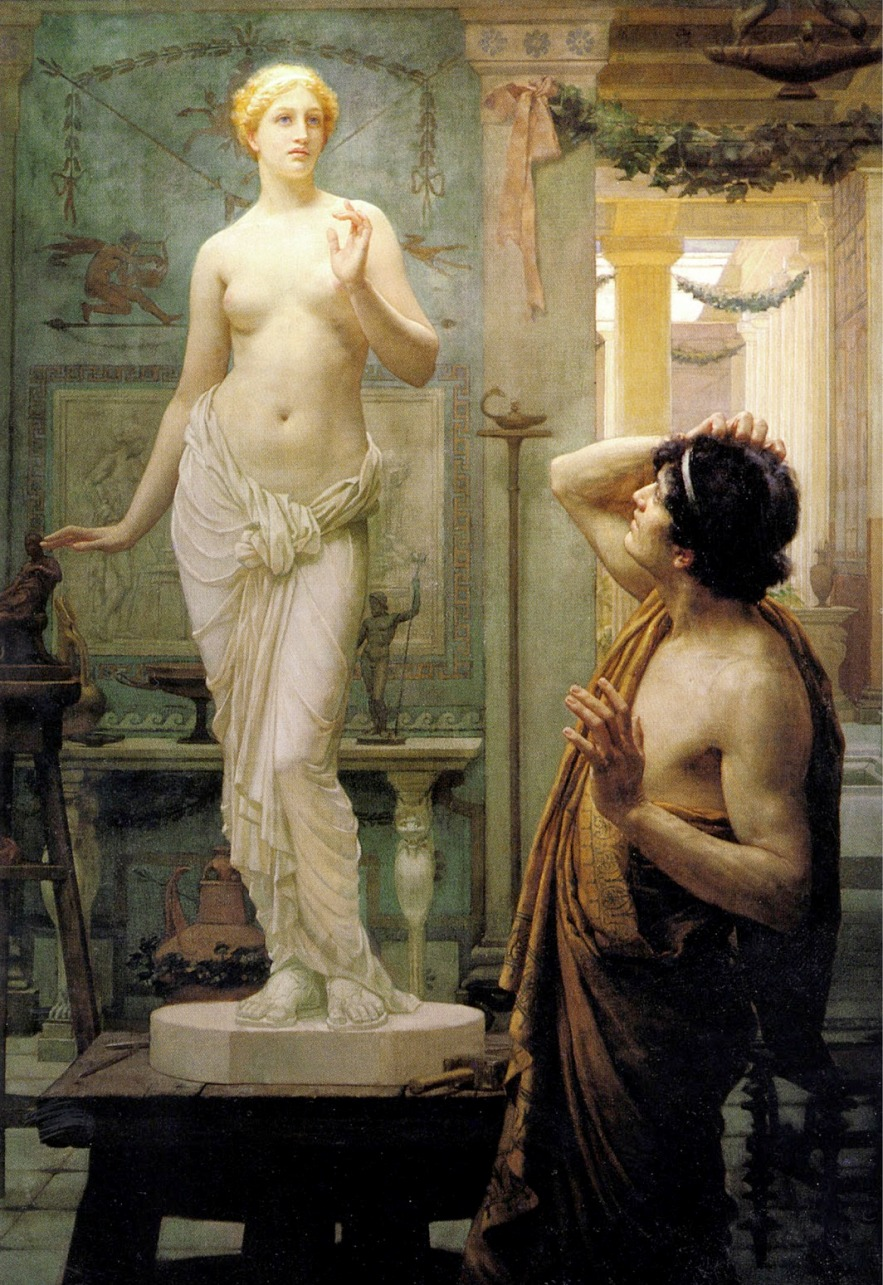
Pygmalion und Galathea

Ernest Normand (* 1857 in London; † 1923 ebenda) war ein britischer Genremaler.
Er begann als Schüler der Nachmittagskurse bei St. Martin. In der Freizeit zeichnete er antike Kunstwerke im British Museum. Nach einem Malerstudium in Deutschland kam er 1876 nach London zurück. 1880 begann er sein Malerstudium an der Royal Academy of Arts. Drei Jahre später kam er nach Paris, um bei Jean-Joseph Benjamin-Constant und Jules-Joseph Lefebvre zu studieren. 
Von 1881 bis 1904 zeigte Ernest Normand seine Werke auf der Ausstellung der Royal Academy of Arts. Seine Malerei war von den Werken der Präraffaeliten beeinflusst. Einen beachtlichen Teil seiner Werke stellten Aktbilder dar.
1884 heiratete er die gleichaltrige Malerin Henrietta Rae. Das Ehepaar hatte zwei Kinder, einen Sohn (geboren 1886) und eine Tochter (1893). Im Jahr 1893 bezogen die Normands ein Haus mit Studio im Londoner Künstlerviertel Holland Park. 
Normand schuf 1900 das Fresko „König John nimmt die Magna Charta an“ in der Königlichen Londoner Börse.